# Kokxe
Kokxe és el cim més alt de l'altiplà de Kokxetau

## Ubicació geogràfica
Està situada al nord de l'Altiplà de Kokxetau. A oest es troba envoltat pel Kixi Xabakhti, l'Ulken Xabakhti al nord i el llac Burabai a l'est. L'altura absoluta és de 947 m, altitud relativa 600-700 m.

## Superfície terrestre i geologia
El granit es compon de roques intrusives. Les pendents rectilínies estan exposades a la tectònica i més vulnerables a les accions d'erosió i denudació. A causa d'això, les escultures i coves de pedra es van crear de forma magnífica.

## Plantes
En els vessants creixen pins, bedolls, diversos arbustos i diverses praderies.. Ideal per als turistes que visiten les muntanyes i gaudeixen d'un entorn pintoresc. Al peu del sud, es troba el sanatori Okzhetpe.